# Oz (seriál)
Oz je americký televizní seriál natočený pro HBO v letech 1997-2003. Natočeno bylo 6 sérií s 56 díly.
V seriálu je hodně násilí, brutální vraždy a znásilnění, užívání narkotik.

## Obsah
Seriálem nás provází jako vypravěč vězeň #95H522 - Augustus Hill (Harold Perrineau), který si zde odpykává doživotní trest s podmínečným propuštěním po 20 letech. Nekomentuje přímo děj, ale spíše pomocí různých statistik, filozofie či odkazů na historii kritizuje často americký vězeňský systém anebo společnost jako takovou. Zároveň představuje nové vězně, kteří jsou do OZ umístěni.
Děj popisuje fiktivní, maximálně zabezpečené vězení Oswald State Correctional Facility zvané OZ, především však oddělení 5 nazývané Emerald City. Zkušební oddělení vedené Timem McManusonem, který se pokouší vytvořit pro rehabilitaci vězňů humánnější prostředí.
Charakteristickým rysem tohoto seriálu je, že kterákoliv z hlavních postav může kdykoliv zemřít. Děj krouží často okolo rivality mezi různými gangy. Především nacisty (the Aryans), Afroameričany (the Homeboys), muslimy (the Muslims), Italy (the Wiseguys) a Latinoameričany (El Norte).